# Лецдорф
Лецдорф (нем. Leezdorf) — община в Германии, в земле Нижняя Саксония.
Входит в состав района Аурих. Подчиняется союзу общин Брокмерланд. Население составляет 1928 человек (на 31 декабря 2010 года). Занимает площадь 8,45 км².
| Год  | Население |
| ---- | --------- |
| 1990 | 1688      |
| 1995 | 1810      |
| 2000 | 1966      |
| 2005 | 1970      |
| 2010 | 1957      |